# Антон Фоккер

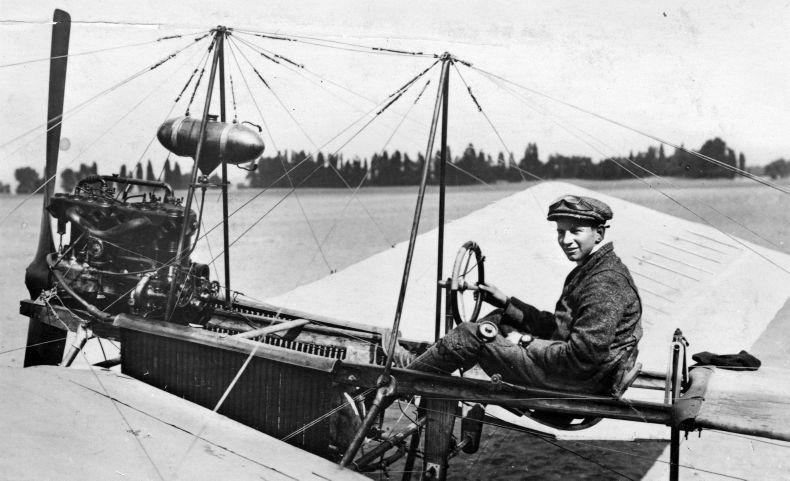
Фоккер на літаку Spin, 1910–1911 рік

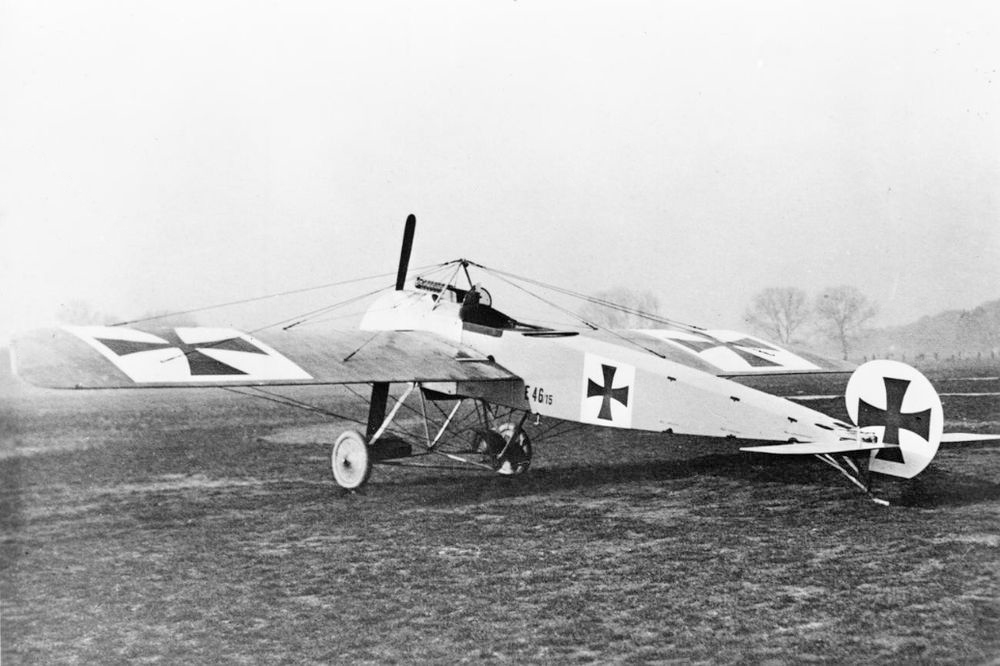
Eindekker I (E I), 1915 рік

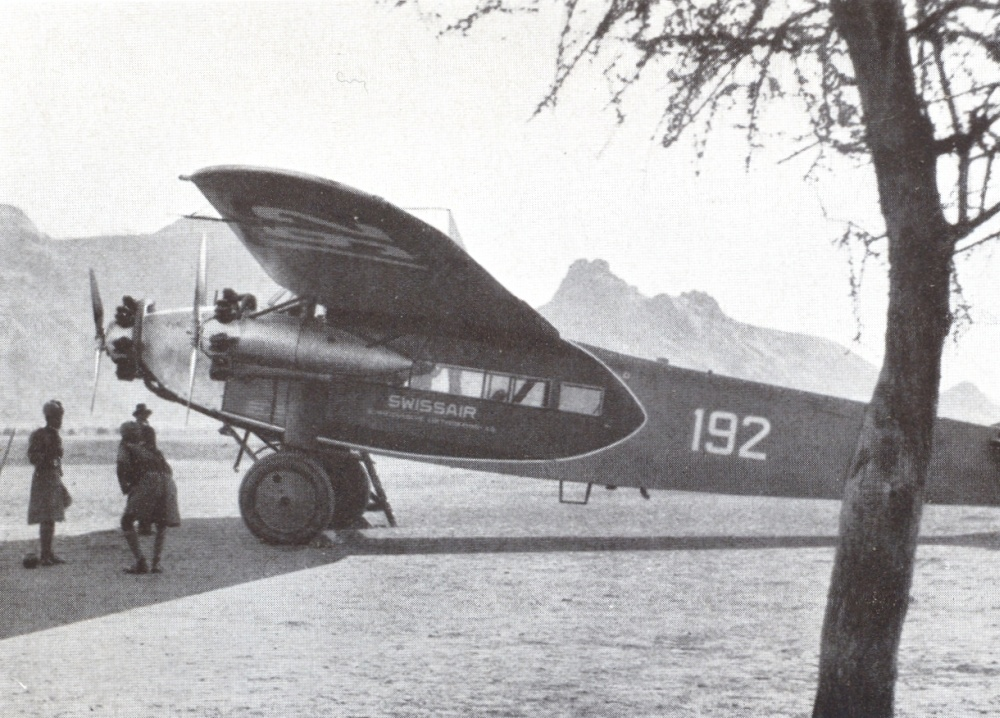
Тримоторний Fokker D-VIIb, Судан, 1934 рік

Антон Герман Ґерард Фоккер (нід. Anton Herman Gerard (Anthony) Fokker, 6 квітня 1890 — 23 грудня 1939, Нью-Йорк) — голландський авіаконструктор.

## Біографія
Народився в 6 квітня 1890 в місті Кедірі на острові Ява в родині кавового плантатора Германа Фоккера. У 1895 разом з сім'єю переїхав у Харлем (Нідерланди). Ще в дитинстві захопився технікою, виготовляючи моделі поїздів з мініатюрними двигунами. У 1908 розробив непробивний пружинний «скат» для автомобільного колеса. Коли Фоккер спробував запатентувати свою розробку, виявилося, що схожа конструкція вже була запатентована іншою людиною.
У 1908 Фоккер побачив показовий політ Уілбура Райта, і його інтерес перекинувся на літаки.
Свій перший літак «Spin I» («Павук») Фоккер збудував у грудні 1910 року і 24 грудня вперше пролетів на ньому близько 100 метрів. При наступному зльоті «Spin I» врізався в дерево і зруйнувався. За штурвалом був Франц фон Баум, друг і партнер Фоккера.
Другий літак, «Spin II», був збудований як копія першого і з використанням вцілілого двигуна. У травні 1911 року цей літак також розбився.
У 1912 Фоккер оселився поблизу Берліна. 1913 року заснував неподалік Шверина (Німеччина) авіаційний завод. Компанія Фоккера отримала назву «Fokker Flugzeugwerke GmbH», згодом скорочену до «Fokker Werke GmbH».
Третій літак Фоккера, «Spin III», виявився успішнішим і в 1912–1913 рр. Фоккеру вдалося продати приблизно півтора десятка таких машин, які дещо розрізнялися геометричними розмірами, зокрема — розмахом крил і двигунами від 50 до 100 к. с. Кілька літаків з 100-сильними моторами «Мерседес» закупило військове міністерство Пруссії. Їх використовували як навчальні літаки в льотній школі міста Шверин під назвою Fokker M-1.

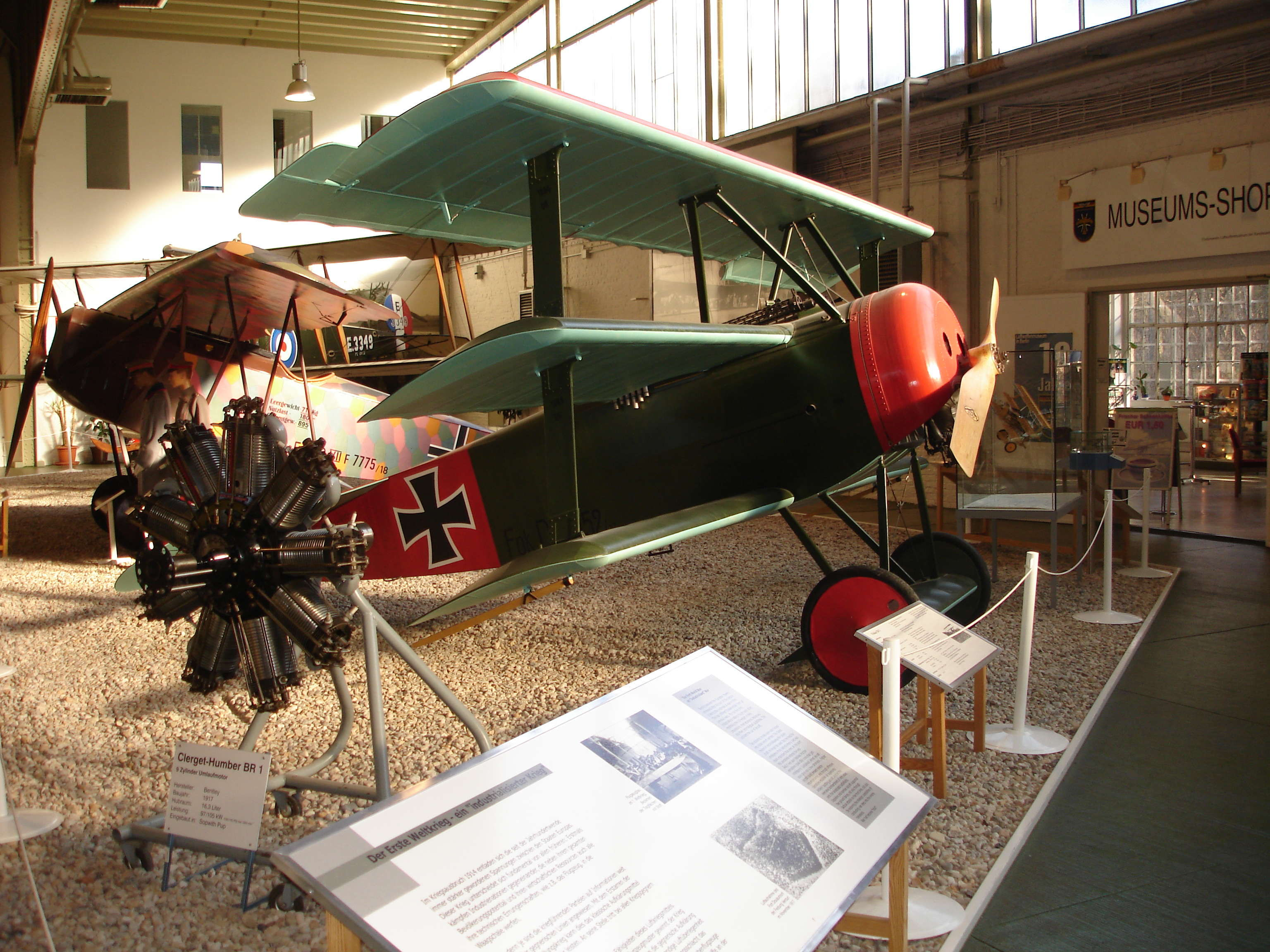
Fokker D-I в музеї Берліна

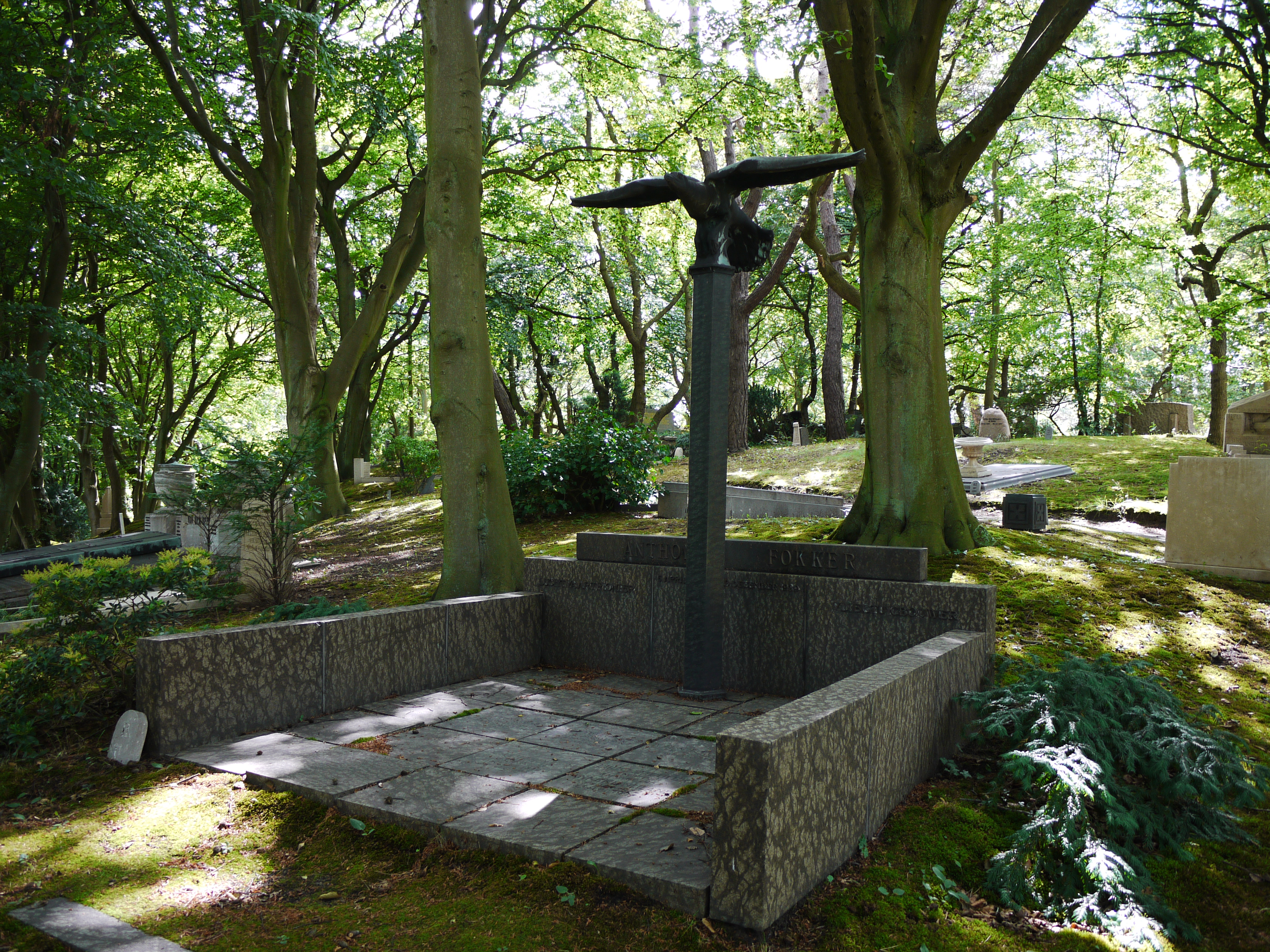
Місце поховання

Використана в перших літаках Фокера конструктивна схема — легкий каркас зі стальних труб та крила з дерев'яних рейок, обтягнуті тканиною, отримала назву «схема Фоккера» і багато конструкторів її використовувало аж до Другої світової війни.

### Перша світова війна
Під час Першої світової війни Фоккер будував літаки для німецької армії. У цей час йому вдалося створити механізм синхронізації стрільби кулемета від колінчастого вала двигуна, що дозволило розв'язати доволі складне на той час інженерне завдання ведення стрільби через площину гвинта, що обертався, не ушкоджуючи його. Кулемет з механізмом синхронізації був вперше встановлений на літаку «Fokker Eindekker» («E I»). Дві інші моделі, «E II» і «E III», що відрізнялися від «E» потужністю двигуна та розміром крила, почали прибувати на Західний фронт влітку 1915 року. Ці літаки дали німцям значні переваги. Німецькі аси, такі як Макс Іммельман і Освальд Бельке, стали національними героями.
У 1917 Фоккер і Райнгольд Плац почали роботу над новим літаком. Використовуючи поради одного з найкращих винищувачів Німеччини Манфреда фон Ріхтгофена, компанія Fokker Flugzeug-Werke створила «Fokker D-VII». Перший з цих літаків надійшов на західний фронт у квітні 1918 року, а до жовтня у війська надійшло 800 D-VII. «Fokker D-VII» виявився потужною і швидкою машиною, був популярним серед німецьких льотчиків.

### Після війни
У 1919, в результаті підписання Версальського мирного договору, Німеччині заборонялося мати ВПС і авіапромисловість, а стаття IV визначала, що німецькі літаки повинні були перейти союзникам. Під дію цієї статті також підпадали «Fokker D-VII» та потужності компанії Fokker Flugzeug-Werke. Тому Антон Фоккер переїхав з Німеччини в Амстердам, взявши з собою 400 двигунів і демонтувавши частину з 120 літаків. У 1920 Fokker D-VII став основою голландських військово-повітряних сил.
У 1920-ті роки Фоккер переїхав у США, де заснував відділення своєї компанії — Fokker Aircraft Company. Компанія Фоккера стала одним з провідних виробників цивільних літаків у світі. 1926 року на одному з літаків Фоккера був здійснений переліт через Північний полюс.
Помер від менінгіту 23 грудня 1939 в Нью-Йорку.